# Diwęglan dimetylu
Diwęglan dimetylu – organiczny związek chemiczny z grupy estrów, zwany velcorinem, stosowany jako środek konserwujący do żywności E242.
Jest dodawany do win stołowych, musujących, likierowych w celach bakteriobójczych i grzybobójczych, w ilości nie większej niż 200 mg/l. Ponadto jest zaakceptowany przez FDA, UE, WHO do stosowania do konserwacji następujących napojów napełnianych na zimno: soki, napoje gazowane, soki gazowane, mieszanki koktajlowe, syropy, koncentraty, napoje sportowe, wody aromatyzowane i herbaty na zimno. Jest stosowany w czasie napełniana, lecz nie ma go już w gotowych produktach ponieważ w krótkim czasie ulega całkowitemu rozkładowi.